# Root (bande dessinée)
 (août 2025).
Pour les articles homonymes, voir Root.
Root est une bande dessinée créée par Xavier et Téhem, publiée aux éditions Glénat dans la collection Tchô !.

## Synopsis
Les aventures de Root, une fillette essayant de civiliser son village de barbares.

## Personnages
Root est l'héroïne de la série. Elle est la fille de Toran, chef d'un village barbare. Véritable touche de féminité et d'intelligence dans ce monde de brutes épaisses, Root a décidé de civiliser son village, à commencer par son père et ses frères. Pour cela, elle leur donne différentes leçons d'hygiène, de lecture, et de savoir-vivre. Il va sans dire que malgré leurs efforts, ils ne comprennent qu'à moitié.
Otto est un jeune garçon de l'âge de Root et aussi son meilleur ami. Il habite le village des pécheurs. Otto passe le plus clair de son temps à pêcher, non pas pour manger, mais pour son art : il crée diverses œuvres mais aussi des vêtements à partir de créatures marines. Bien qu'il ne l'ait jamais avoué, il semble amoureux de Root.
Toran est le père de Root. Honteux d'avoir eu une fille, il a essayé par la suite de l'initier à la vie de barbare sans grand résultat. Il apprécie cependant Root pour son utilité à la maison ainsi que ses leçons. Peu subtil et brutal, il essaie avec ses cinq fils d'attaquer le village des pécheurs. Ces pillages finissent toujours en fiasco.
Le Sorcier est le sorcier du village. Apparaissant dans le premier gag du tome 1, c'est lui qui prédit à Toran que sa femme aura une fille. Il lit l'avenir dans les entrailles et possède de nombreux philtres et potions qu'il offre à Toran pour ses pillages ou à Root pour civiliser sa famille, sans grand succès. C'est un des rares hommes du village à savoir lire.
Bidül est l'un des cinq frères aînés de Root, apparemment le plus jeune. Tout comme ses frères et son père, il est brutal, stupide et peu porté sur l'hygiène. Cependant à partir du tome 2, il commence à faire preuve de sensibilité et s'intéresse bien plus à faire la cour à Éosine qu'à attaquer le village des pécheurs.
Dragonnet est le dragon de compagnie de Root. Apparaissant d'abord sous forme d'œuf, il éclot pour faire place à une énorme chenille boulimique qui devient finalement un dragon, assez grand pour transporter Root et Otto. Contrairement aux autres dragons, Dragonnet ne crache pas de feu car sa langue semblable à celle d'un caméléon n'est pas coupée. Il lui arrive également de confondre certains mots comme "lapin" et "sapin".
Mémé Fatale est la grand-mère d'Otto. Elle cuisine très mal.
Éosine est la sœur ainé d'Otto. C'est une belle jeune fille au caractère bien trempé. Au départ gênée par les avances de Bidül, elle finira par l'apprécier malgré son manque de finesse.
Loopey est un des garçons du village. Plus bête que vraiment méchant, lui et ses amis utilisent les animaux d'élevages pour leurs jeux très violents.

## Albums
- La horde de la loose, 2007  (ISBN 9782723458726)
- Langue way home, 2008  (ISBN 9782723464239)
- Amazing amazone, 2009  (ISBN 9782723469012)